# Vật đổi sao dời
Vật đổi sao dời (tựa tiếng Anh: Chances Are...) là một bộ phim tình cảm – tâm lý – hài hước của Việt Nam do đạo diễn Charlie Nguyễn thực hiện, công chiếu vào năm 2001. Phim có sự góp mặt của một dàn nghệ sĩ hải ngoại như là Vân Sơn, Bảo Liêm, Tawny Trúc Nguyễn, Bé Mập và cặp vợ chồng Quang Minh – Hồng Đào.

## Nội dung
Huy là thợ chụp hình từ Mỹ về Việt Nam để cưới vợ. Trước ngày đám cưới, hai người bạn thân của Huy là Long và Quang rủ Huy đi vũ trường. Được sự đồng ý của Lan – cô vợ sắp cưới, Huy đi vũ trường với hai anh bạn thân.
Chờ cho Huy say rượu, Long và Quang đưa Huy lên một chiếc xe lửa rồi nhờ một cô gái tên Phương trông chừng anh. Long và Quang định trêu chọc Huy một chút, nhưng không ngờ xe lửa lại chạy thẳng ra Phan Thiết, chứ không dừng lại giữa chừng như cả hai nghĩ.
Ra đến Phan Thiết, Huy không có tiền mua vé về Sài Gòn. Anh đành về nhà Phương ngủ tạm, anh cũng không dám kể cho Lan nghe rằng mình đang ở Phan Thiết. Trong lúc này Long và Quang chạy xe máy đi tìm Huy, nhưng liên tục bị lạc đường.
Huy và Phương thỏa thuận với nhau, nếu Huy chịu đóng giả bạn trai của Phương thì Phương sẽ đưa tiền cho Huy mua vé về Sài Gòn. Huy đồng ý vì chiều nay đám cưới sẽ diễn ra, anh cần về Sài Gòn nhanh.
Phương dẫn Huy về nhà ba mẹ cô ở Mũi Né. Huy đóng giả bạn trai Phương thành công, tạo ấn tượng tốt trong mắt gia đình Phương. Phương đưa tiền cho Huy, nhưng có những rắc rối xảy ra khiến Huy xài hết tiền. Không còn cách nào khác, Phương phải bán mái tóc dài của mình để có tiền đưa Huy. Họ tạm biệt nhau và Huy lên xe lửa về Sài Gòn.
Huy về nhà Lan thì đám cưới đang diễn ra. Huy lên phòng tìm Lan, Lan nổi giận và đuổi Huy đi, hai người chia tay nhau. Huy gặp lại Long và Quang, anh không giận mà chấp nhận tha thứ cho hai anh bạn thân.
Sau này Huy nhìn mấy cô gái có mái tóc dài trên đường phố Sài Gòn, anh chợt nhớ đến Phương. Huy trở lại Phan Thiết tìm Phương, và gặp lại Phương ngay tại đồi cát Bàu Trắng.

## Diễn viên
- Vân Sơn vai Huy
- Tawny Trúc Nguyễn vai Phương
- Hồng Đào vai Lan
- Bảo Liêm vai Long
- Bé Mập vai Quang
- Quang Minh vai Michael Nam
- Văn Chung vai Ba của Phương
- Anh Thư vai Má của Phương
- Mạc Can vai Tài xế xe lam
- Lâm Nguyễn vai Người đạp xích lô
- Hoàng Lan vai Người bán vé xe lửa
- Quang Hiếu vai Người lang thang
- Nhật Yến vai Cô gái trong vũ trường
- Đông Ngân vai Tiếp tân khách sạn

## Ca khúc trong phim
- Con gái bây giờ
- Yêu nhau bốn mùa
- One night in Saigon
- Chia tay tình đầu
- Yêu dại khờ

## Thông tin thêm
- Trong đoàn phim, Johnny Trí Nguyễn có phụ trách phần chỉ đạo quay phim
- Hai bối cảnh chính của phim được thực hiện ở Thành phố Hồ Chí Minh và Bàu Trắng, Phan Thiết
- Diễn viên Tawny Trúc Nguyễn chính là em gái của Charlie Nguyễn và chị Johnny Trí Nguyễn
- Anh em Charlie Nguyễn – Johnny Trí Nguyễn – Tawny Trúc Nguyễn là người cùng họ hàng với anh em danh hài Vân Sơn – Nguyễn Dương, tất cả họ đều là cháu của Nghệ sĩ ưu tú Nguyễn Chánh Tín